# Cymbiodyta chamberlaini
Cymbiodyta chamberlaini är en skalbaggsart som beskrevs av Ales Smetana 1974. Cymbiodyta chamberlaini ingår i släktet Cymbiodyta och familjen palpbaggar. Inga underarter finns listade i Catalogue of Life.